# Szent Miklós-templom (Pozsonypüspöki)
A Szent Miklós-templom (szlovákul: Kostol sv. Mikuláša) egy római katolikus templom, mely a Pozsonyi kerületben, Pozsonypüspöki városrészben található, a Vetvárska utcán (szlovákul: Vetvárska ulica). Ez a pozsonypüspöki plébániatemplom.
Noha a származás idejéről nincsenek közelebbi források, az 1221-es évet gyakran tekintik a templom építésének évének. Az első hiteles dokumentum, amely kifejezetten a templomra utal, IV. Orbán pápa bullája 1264-ből. Ez az okirat közvetlen bizonyíték arra, hogy a templom korábban is létezett. 
A templom gótikus stílusban épült, de a romanika jegyeit is viseli. Létezése során többször felújították és javították. A 14. század közepén átépítették gótikus stílusban, a barokk kiegészítések 1770-ből, a klasszicisták pedig 1794-ből származnak. A legutóbbi átalakítások 1937–1938-ban történtek – kiszélesítették – azóta már csak kisebb felújításokat végeztek rajta.

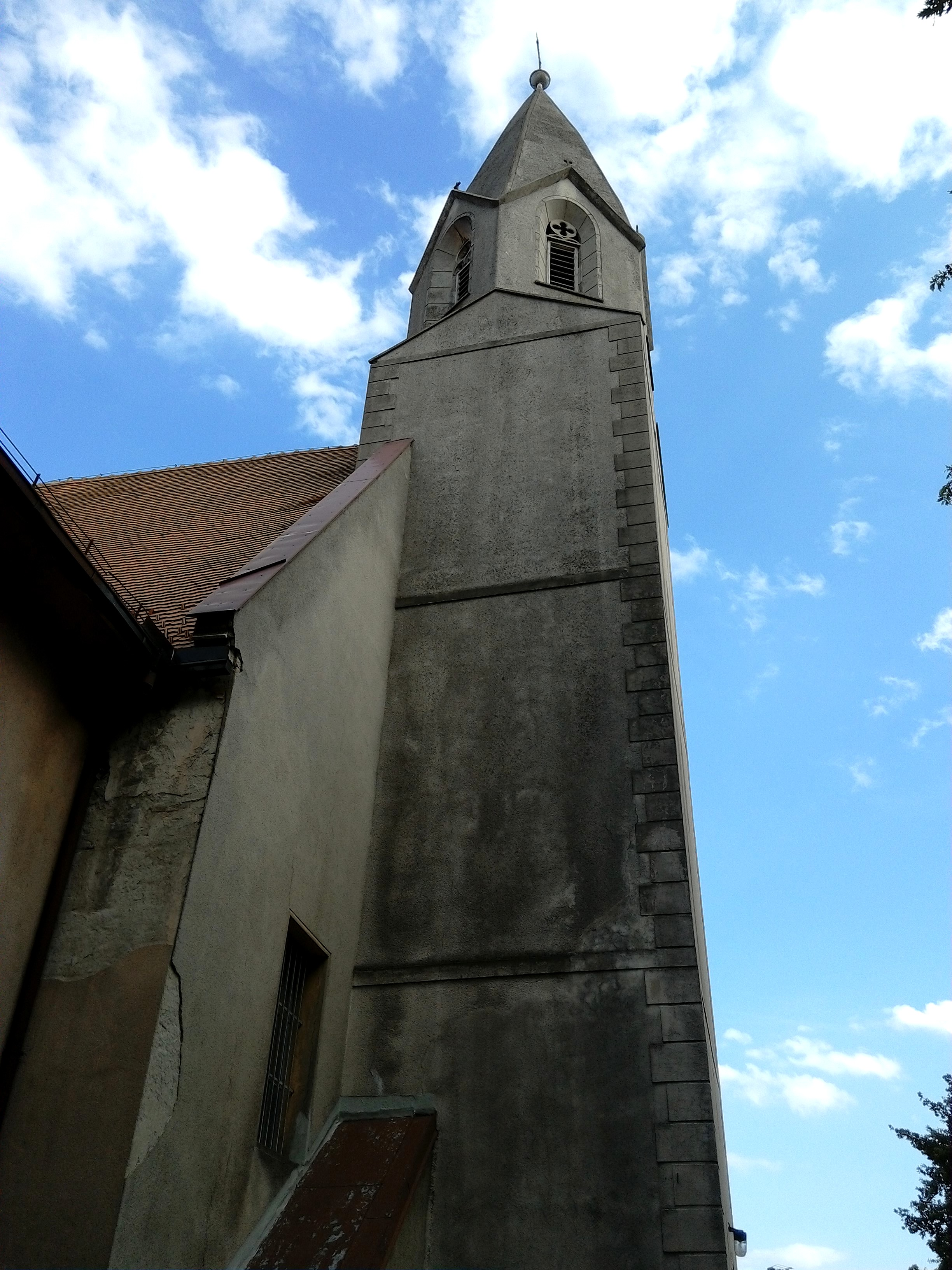
Kilátás a toronyra
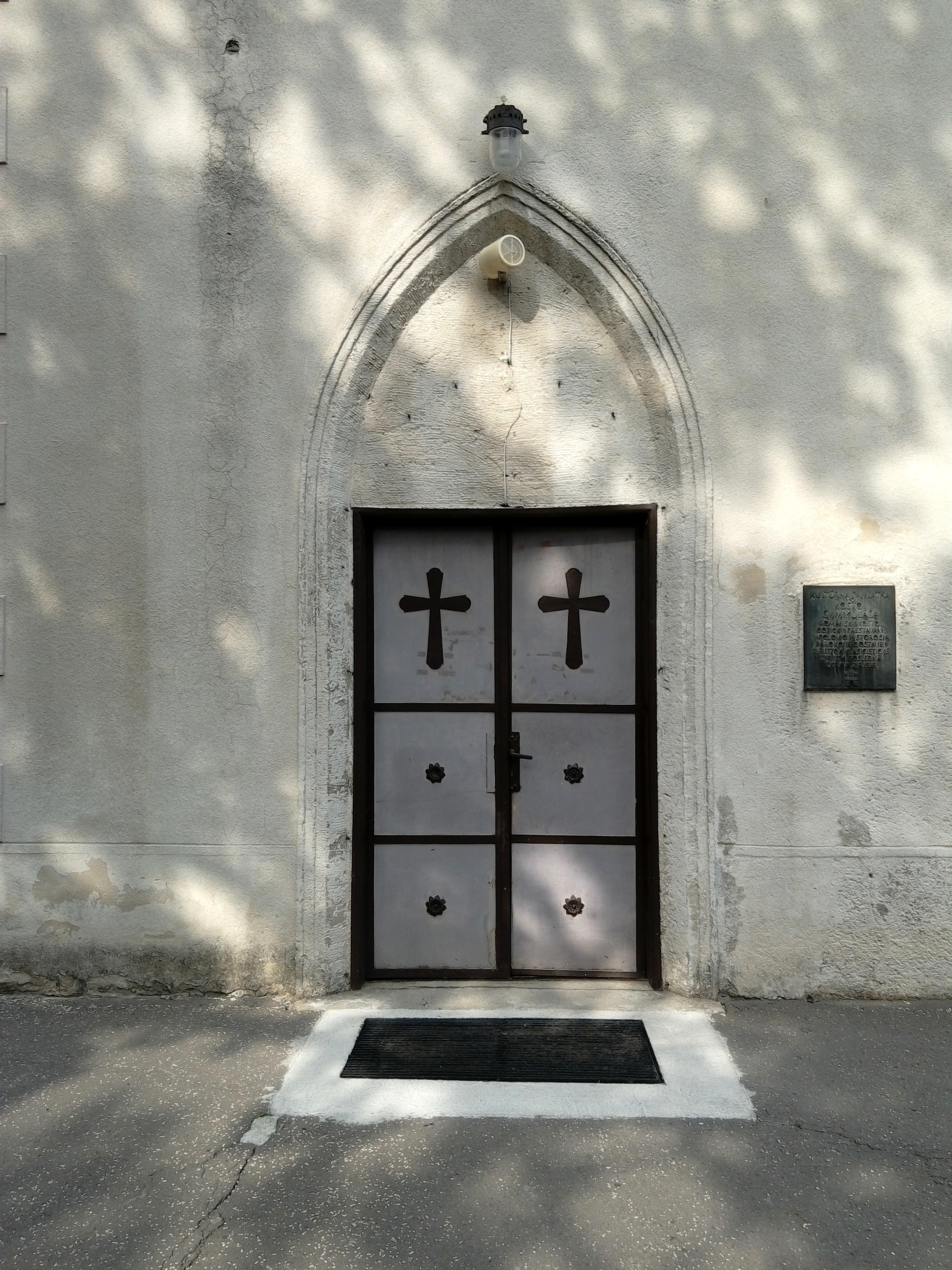
Portál
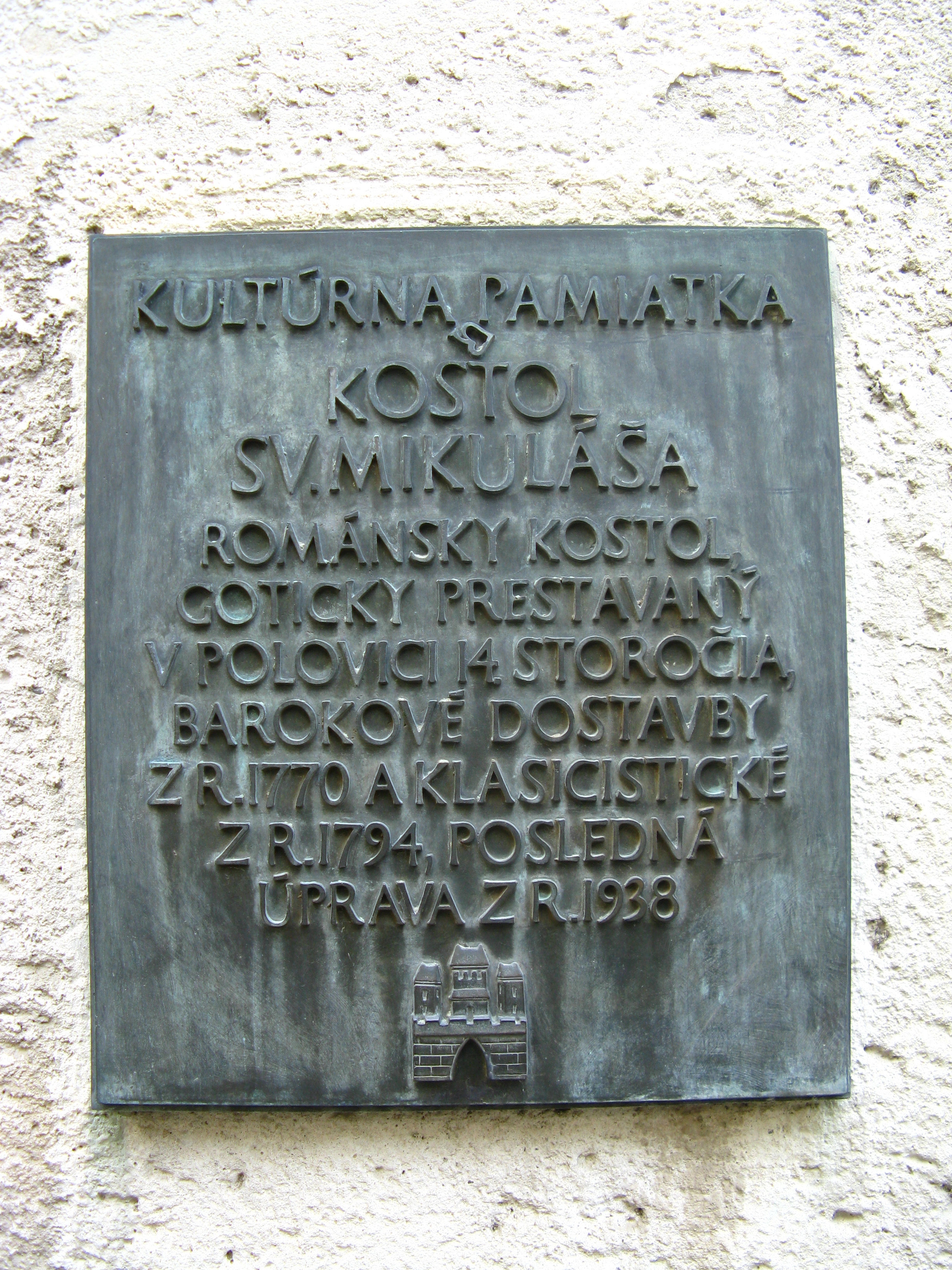
Információs tábla a templom főbejáratánál
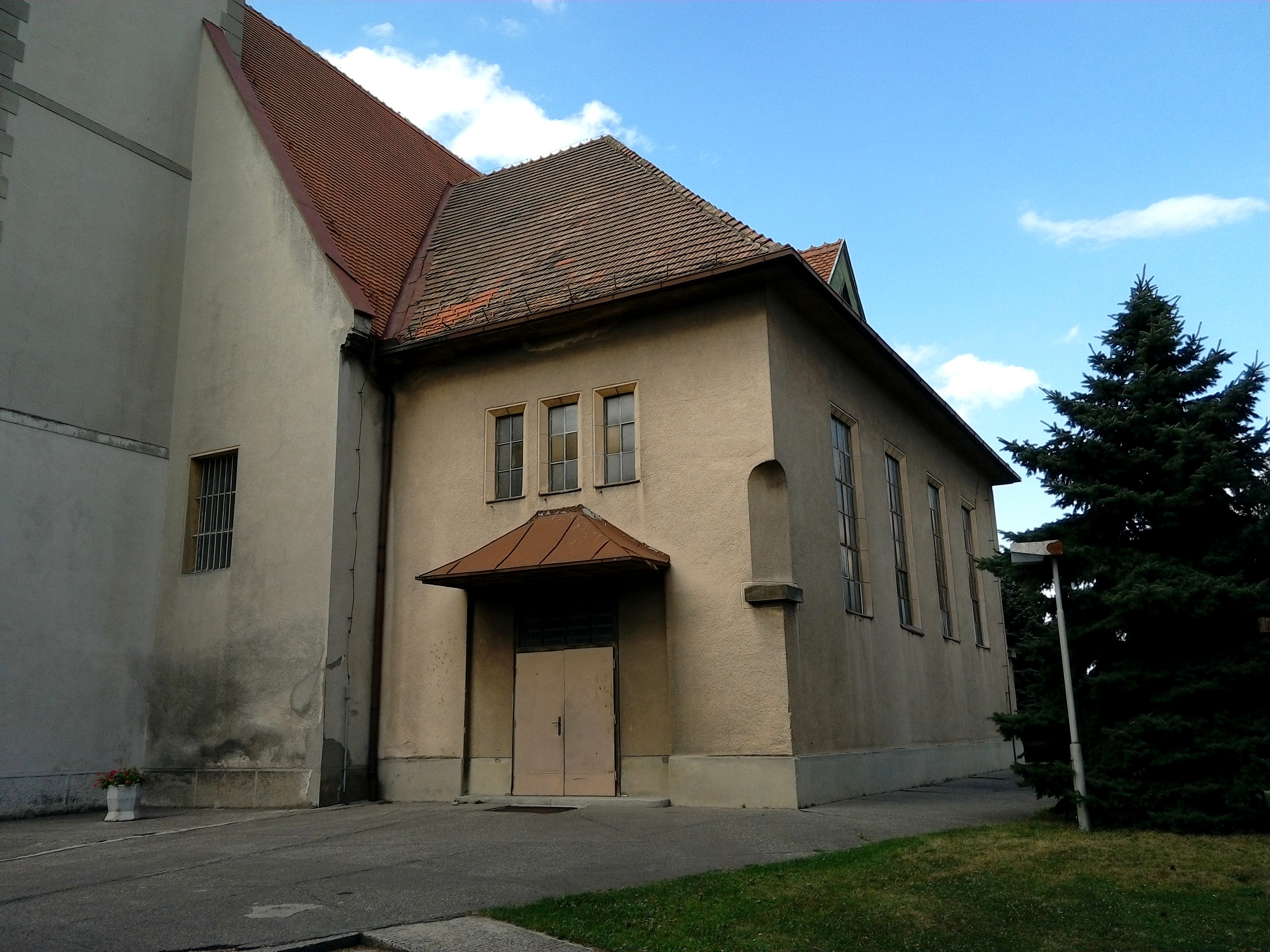
A déli hajó (1938)
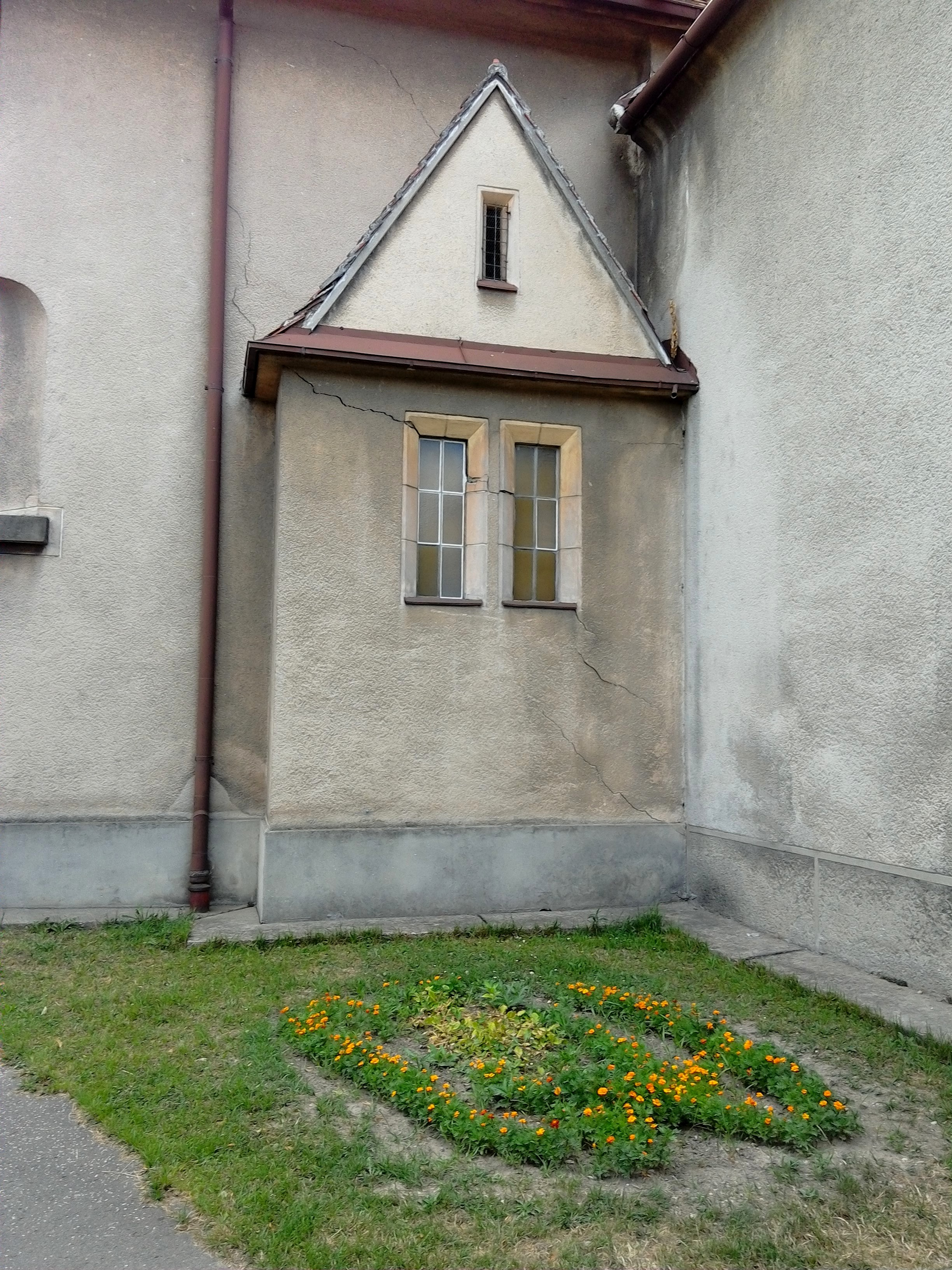
Kilátás a déli hajó végére
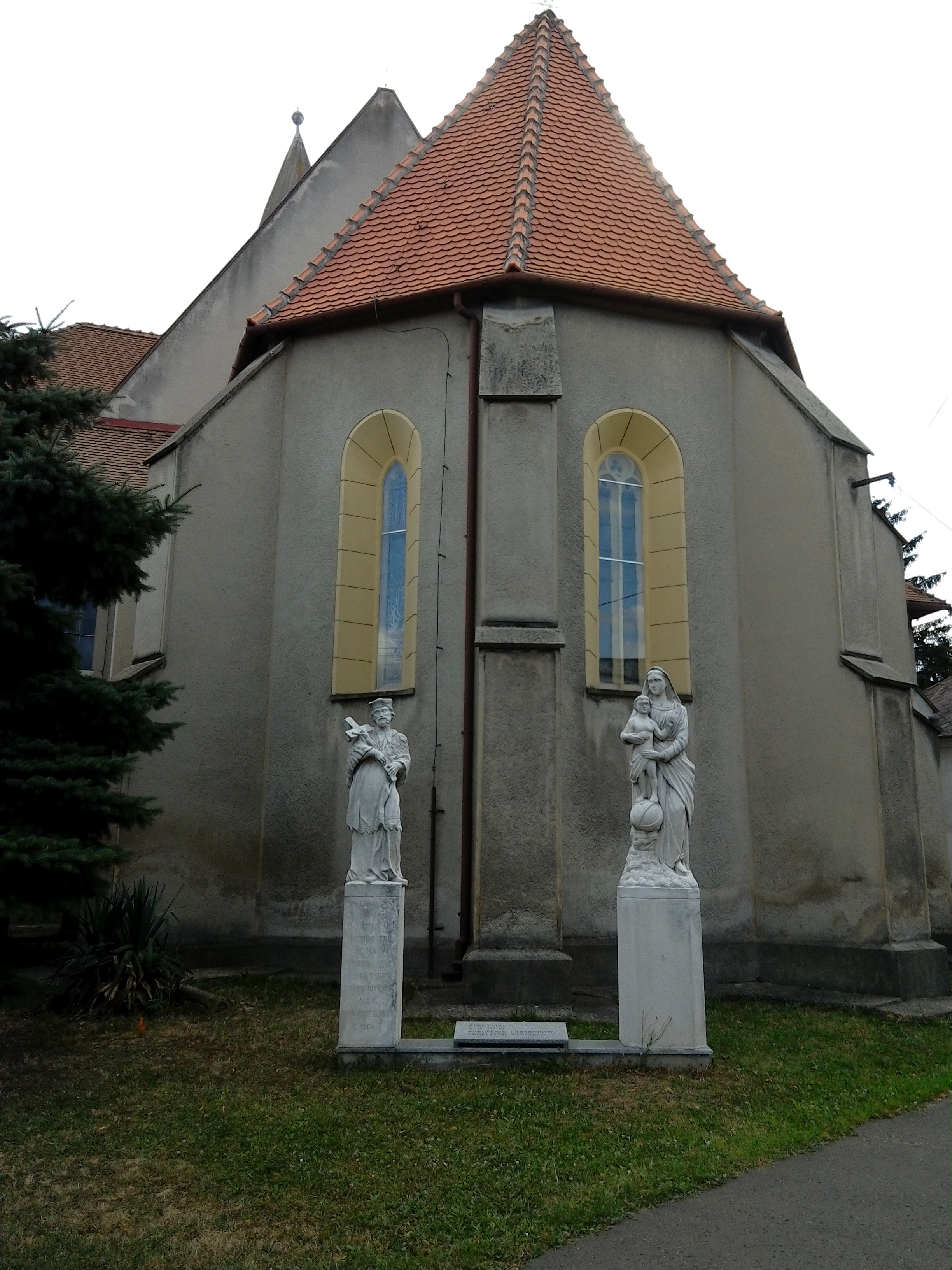
Szobrok - Szent Nepomuk János és a Szűz Mária

## Fordítás
- Ez a szócikk részben vagy egészben  a   Kostol svätého Mikuláša (Podunajské Biskupice) című szlovák Wikipédia-szócikk fordításán alapul.  Az eredeti cikk szerkesztőit annak laptörténete sorolja fel. Ez a jelzés csupán a megfogalmazás eredetét és a szerzői jogokat jelzi, nem szolgál a cikkben szereplő információk forrásmegjelöléseként.